# Color Line
La Color Line è una compagnia di navigazione norvegese, attiva su collegamenti dalla Norvegia a Svezia, Germania e Danimarca.

## Storia
La Color Line ebbe origine nel 1990 dalla fusione di due compagnie di navigazione norvegesi, la Jahre Line e la Norway Line. La prima collegava Oslo e Kiel con due traghetti (Kronprins Harald e Prinsesse Ragnhild), mentre la seconda era attiva tra Norvegia, Paesi Bassi e Inghilterra con due navi, una delle quali (la Jupiter) fu venduta subito dopo la creazione della Color Line. A fine anno la flotta si espanse nettamente grazie all'acquisto della divisione traghetti della Fred Olsen; tre nuovi traghetti furono introdotti sulle rotte tra Norvegia e Danimarca.

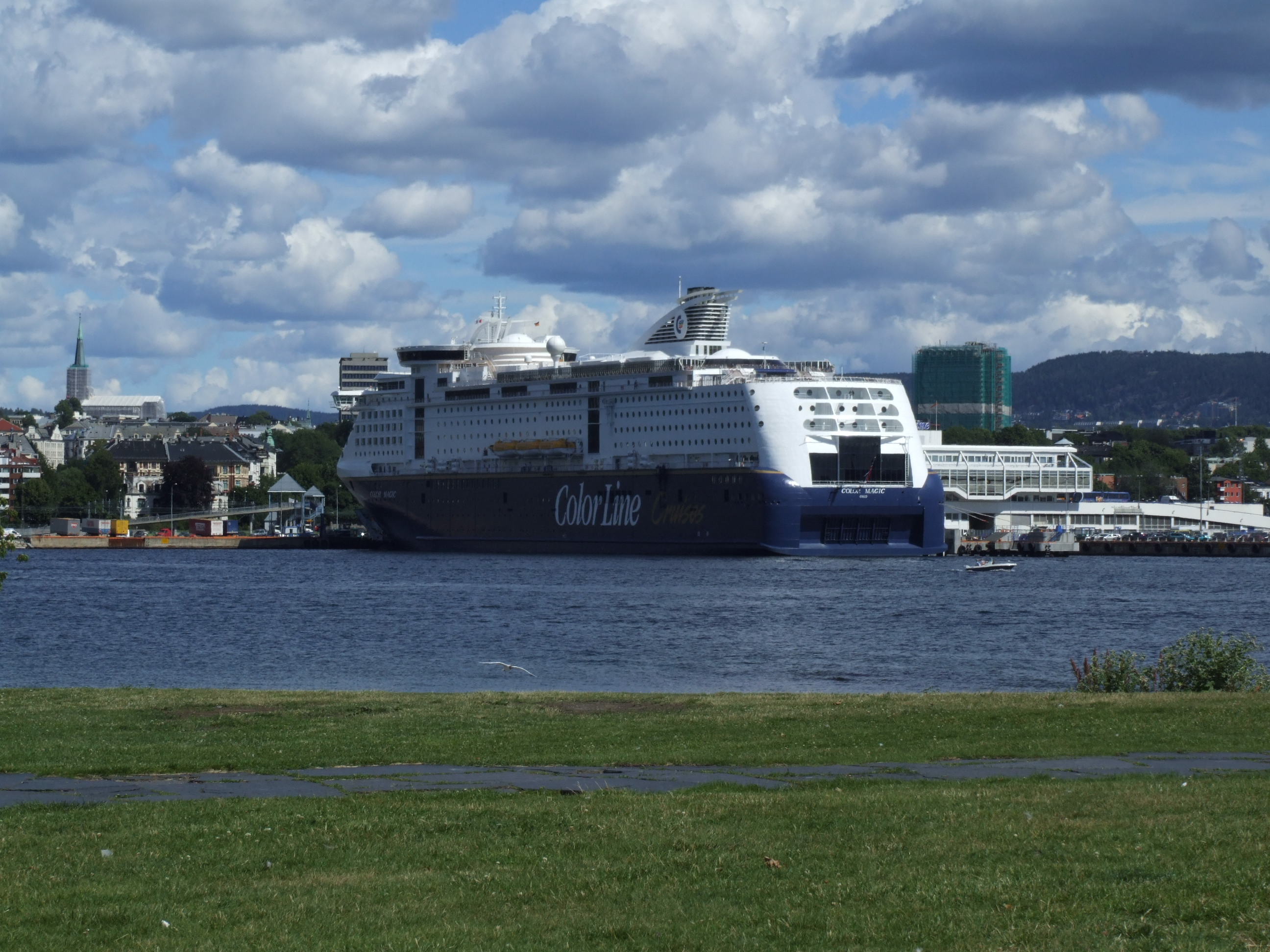
Il Color Magic ormeggiato a Oslo.

Nel 1996 fu aperto un servizio tra Norvegia e Danimarca con due catamarani in joint venture con la Sea Containers, ripreso in autonomia l'anno successivo con un traghetto veloce e continuato fino al 2007. Sempre nel 1996 fu acquisita la rivale Larvik Line, operante tra Norvegia e Danimarca con un traghetto, mentre due anni più tardi fu assorbita la Scandi Line, che collegava Svezia e Norvegia con due navi; sempre nel 1998 fu invece abbandonato il collegamento con l'Inghilterra. Nel 1999 la Prinsesse Ragnhild, in navigazione tra Kiel ed Oslo, dovette essere evacuata per un incendio in sala macchine; tutti i passeggeri furono soccorsi senza problemi, anche se una donna di 73 anni morì in seguito ad un attacco cardiaco.
Nel 2004 fu consegnata dagli Aker Yards di Turku la Color Fantasy, prima nave di nuova costruzione della compagnia e, al momento dell'entrata in servizio, traghetto più grande del mondo; negli anni successivi altre tre navi di nuova costruzione (Color Magic, Superspeed 1 e 2) fecero il loro ingresso nella flotta, mentre alcune vecchie unità furono cedute ad altre compagnie di navigazione. Al 2024 la Color Line possiede cinque traghetti, impegnati su quattro rotte diverse.

## Flotta
| Traghetto     | Stazza (T.S.L) | Rotta                  | Anno di costruzione | Note                          |
| ------------- | -------------- | ---------------------- | ------------------- | ----------------------------- |
| Color Hybrid  | 27.164         | Strömstad-Sandefjord   | 2019                |                               |
| Color Fantasy | 75.027         | Oslo-Kiel              | 2004                | Traghetti più grandi d'Europa |
| Color Magic   | 75.100         | Oslo-Kiel              | 2007                | Traghetti più grandi d'Europa |
| Superspeed 1  | 34.231         | Kristiansand-Hirtshals | 2008                |                               |
| Superspeed 2  | 34.231         | Larvik-Hirtshals       | 2008                |                               |

## Navi del passato
| Nome               | TSL    | Anno di costruzione | Anni in servizio per Color Line | Compagnia precedente | Stato attuale                                                    |
| ------------------ | ------ | ------------------- | ------------------------------- | -------------------- | ---------------------------------------------------------------- |
| Christian IV       | 22.161 | 1982                | 1991-2008                       | A/S Fred Olsen       | Dal 2025 Zazà per Venture Shipping Management Europe S.r.l.      |
| Jupiter            | 14.264 | 1973                | 1991-1999                       | A/S Fred Olsen       | Demolita nel 2012                                                |
| Kronprins Harald   | 31.122 | 1987                | 1991-2007                       | Jahre Line           | Dal 2019 GNV Allegra per la GNV                                  |
| Prinsesse Ragnhild | 35.855 | 1981                | 1991-2008                       | Jahre Line           | Demolita nel 2015                                                |
| Skagen             | 12.333 | 1975                | 1991-2005                       | A/S Fred Olsen       | Demolita nel 2011.                                               |
| Venus              | 13.286 | 1974                | 1991-1994                       | Norway Line          | Dal 2018 Prince per la European Seaways (poi A-Ships Management) |
| Color Viking       | 20.581 | 1975                | 1994-1998                       | DFDS                 | Affondata nel 2017 in Vietnam                                    |
| Color Festival     | 34.694 | 1985                | 1994-2008                       | Silja Line           | Dal 2008 Mega Smeralda per la Corsica Ferries - Sardinia Ferries |
| Seacat Danmark     | 3.003  | 1991                | 1996                            | Sea Containers Ltd.  | Dal 2015 Atlantic Express                                        |
| Seacat Norge       | 3.003  | 1991                | 1996                            | Sea Containers Ltd.  | Dal 2018 Caldera Vista per la Seajets.                           |
| Silvia Ana L.      | 7.895  | 1996                | 1997-2007                       | Buquebus             | Dal 2007 in servizio per la Buquebus                             |
| Peter Wessel       | 29.706 | 1981                | 1997-2008                       | Larvik Line          | Dal 2017 GNV Azzurra per GNV                                     |
| Sandefjord         | 5.678  | 1965                | 1999-2000                       | Scandi Line          | Dal 2007 Red Star I per la Red Star Ferries.                     |
| Bohus              | 8.772  | 1971                | 1999-2019                       | Stena Line           | Dal 2019 Ionian Star per la Red Star Ferries                     |
| Color Viking       | 19.763 | 1985                | 2000-2023                       | Stena Line           | Dal 2023 Superstar II per la Seajets                             |
| Color Carrier      | 12.433 | 1998                | 2019-2023                       | Finnlines            | Dal 2023 Cadena 4 per la Cldn                                    |